# Leptonectidae
Leptonectidae sono una famiglia estinta di ichthyosauri vissuti nel Triassico superiore-Giurassico inferiore, circa 203-180 milioni di anni fa (Retico-Toarciano), i cui resti fossili sono stati ritrovati in tutta Europa.

## Classificazione
Questi animali possedevano un rostro molto allungato, ancor più che nella maggior parte degli ittiosauri. In alcune forme (Excalibosaurus, Eurhinosaurus) il rostro superiore era molto più lungo di quello inferiore, in una struttura molto simile a quella degli odierni pesci spada, e che probabilmente avrebbero usato in maniera analoga, durante la caccia. Secondo le analisi filogenetiche operate da Maisch & Matzke (2000), la famiglia possedeva due caratteristiche distintive (autapomorfie): denti lisci e osso quadratojugale in posizione posteriore. La famiglia, descritta per la prima volta da Kuhn nel 1934 per accogliere Leptopterygius (ora noto come Leptonectes) è nota anche come Leptopterygiidae (Maisch, 1998) ed Eurhinosauria (Motani, 1999). I leptonectidae erano solitamente ittiosauri di dimensioni medio-grandi (alcuni esemplari potevano raggiungere gli 8 metri di lunghezza).